# Pałac w Masunach
Pałac w Masunach  rodu von Gamp-Massaunen (niem. Herrenhaus Massaunen) – zespół pałacowo-parkowy znajdujący się we wsi Masuny (niem. Massaunen) w gminie Sępopol w powiecie bartoszyckim w województwie warmińsko-mazurskim. Budynek został wzniesiony w 1910 jako siedziba rodu von Gamp-Massaunen w stylu neobarokowym. 

## Położenie
Pałac położony jest na obrzeżach wsi Masuny około 7 km na północ od Sępopola, 24 km na północny wschód od Bartoszyc i 3 km od granicy z Rosją – obwodem królewieckim. Znajduje się przy lokalnej drodze z Sępopola w zakolu rzeki Łyny.

## Historia
Dawna historia wsi i majątku nie jest dobrze znana, natomiast przypuszcza się, iż pierwsza osada istniała w tym miejscu już w XV wieku.
W końcu XIX wieku dobra przeszły w ręce rodziny Gerlach, która w ówczesnym Massaunen zarządzała łącznym majątkiem o powierzchni około 800 ha, a który specjalizował się w wielotonowym rolnictwie. 
W początku XX wieku dobra przeszły w ręce Karla Gampa (Karl Friedrich Oskar Freiherr von Gamp-Massaunen 1846-1918), który był aktywnym politykiem, radcą i członkiem niemieckiego lokalnego rządu- pruskiego Landtagu (Preußischer Landtag), którą to funkcję piastował od 1884 roku do śmierci w 1918. W 1907 roku otrzymał tytuł szlachecki barona i przybrał nazwisko Gamp- Massaunen. W 1910 roku w Masunach na zlecenie rodziny wzniesiono rodową rezydencję w stylu neobarokowym. Duży, dwukondygnacyjny pałac był od 1922 roku, od czasu ustanowienia przez członka rodu Botho von Gamp-Massaunena, siedzibą rodzinnego majoratu – niepodzielnego majątku, dziedzicznego przez najstarszego syna. W tym czasie dobra, rozwinięte przez Karla, zajmowały terytorium o powierzchni 1455 ha, na których poza uprawą ziemi znajdowały się także cztery folwarki z gorzelnią, mleczarnią i cegielnią.
Po II wojnie światowej, którą pałac przetrwał w dobrym stanie, zarówno sam budynek jak i większość dóbr znalazła się pod zarządem polskiej administracji ludowej. Majątek, który przejęło Państwowe Gospodarstwo Rolne rozparcelowano, a budynek pałacu zaadaptowano jako przedszkole oraz biura i mieszkania na potrzeby pracowników gospodarstwa. Od lat 70. XX wieku pałac stoi pusty i niezagospodarowany, systematycznie niszczejąc i popadając w coraz większą ruinę. 
Obecnie budynek jest własnością Agencji Własności Rolnej Skarbu Państwa, która od kilku lat bezskutecznie i za niskie kwoty w przetargach próbuje sprzedać pałac prywatnej osobie.

## Architektura
Zespół pałacowy składa się z pałacu oraz otaczającego go, dochodzącego do brzegów rzeki Łyny, parku. 
Sam budynek pałacu wybudowany został w 1910 roku w stylu neobarokowym i od tego czasu nie przeszedł żadnego większego remontu. Założony jest na planie klasycznego prostokąta, a na całej swojej długości posiada dwukondygnacyjną formę z wysokim poddaszem. Nakryty jest dachem czterospadowym, a część elewacji frontowej, mieszczącej wejście, jest lekko wysunięta. Powierzchnia użytkowa pałacu wynosi 1410 m², a kubatura 3210 m³. 
Z przekazów przodków przedwojennych mieszkańców wiadomo, iż w pałacowych wnętrzach, w okresie świetności majątku, znajdowały się prowadzące na piętro podwójne dębowe schody. Wiadomo także, iż sufity były bogato zdobione sztukaterią, pomieszczenia ogrzewane kominkami, a ogród i park bogate były w liczny, wielogatunkowy starodrzew. 

## Zabytek
W skład zespołu pałacowego w Masunach wchodzą, wpisane do rejestru zabytków nieruchomych:
- pałac (nr rej.: 3909 z 27.02.1988),
- park (nr rej.: 3622 z 19.10.1984).